# Kracak
Kracak is een bestuurslaag in het regentschap Banyumas van de provincie Midden-Java, Indonesië. Kracak telt 8288 inwoners (volkstelling 2010).